# Ancylotropis insignis
Ancylotropis insignis là một loài thực vật có hoa trong họ Polygalaceae. Loài này được (A.W.Benn.) B.Eriksen mô tả khoa học đầu tiên năm 1993.